# Øster Lindet
Øster Lindet (tysk: Osterlinnet) er en by i Sønderjylland med 409 indbyggere  (2024), beliggende 9 km øst for Gram, 7 kilometer sydvest for Jels, 11 km sydøst for Rødding og 24 km syd for Vejen. Byen hører til Vejen Kommune og ligger i Region Syddanmark. I 1970-2006 hørte byen til Rødding Kommune.
Øster Lindet hører til Øster Lindet Sogn, og Øster Lindet Kirke ligger i byen.

## Faciliteter
- Byen har ikke længere skole, men eleverne køres til Jels, hvor de kan blive til 9. klasse.
- Øster Lindet Forsamlingshus, der blev grundlagt i 1894, er det ældste forsamlingshus, der fortsat er i brug i Sønderjylland. Huset har 3 sale, og der kan dækkes til 140 personer.
- Børnehaven Lindehuset bag ved forsamlingshuset er en kommunal institution med 25-30 børn i alderen 0-6 år.
- Øster Lindet Idrætsforening er opstået ved sammenlægning af 2 gamle foreninger i 2013. Stenderup/Øster Lindet Ungdomsforening har siden 1894 været byens gymnastikforening, som desuden har haft aktiviteter som familiesvømning og dilettant. Øster Lindet Boldklub har siden 1957 været byens boldklub med hovedvægten på fodbold. Desuden har den haft håndbold og badminton samt arrangeret den årlige byfest i samarbejde med Landsbyforeningen. Da Landsbyhuset blev bygget i 2006, kom volleyball og motionscenter desuden på aktivitetslisten. Den nye forening tilbyder også dans, krolf og tennis.[2]

## Historie

### Jernbaner
Øster Lindet havde trinbræt med sidespor (tysk:Haltestelle) på Haderslev Amts Jernbaners strækning Vojens-Gram (1899-1938). Stationsbygningen er bevaret på Lindevej 8. Vejnavnet Dæmningen minder om jernbanen, og nordvest for Lindevej er banens tracé bevaret som grussti til Tøndervej og – mindre tilgængeligt – videre ind i skoven.
Det danske målebordsblad viser foruden forsamlingshuset kro, mejeri opg elværk i stationsbyen.

### Genforeningen
Foran forsamlingshuset står en sten, der blev rejst i 1930 til minde om Genforeningen i 1920. På stenens bagside er afstemningsresultatet indhugget: 96% stemte for Danmark.
- Det gamle vandværk huser en lille lokalhistorisk udstilling, der bl.a. omfatter byens gamle hestetrukne brandsprøjte
- Ved kirkegårdsdiget ud mod Præstegårdsvej står en skålsten fundet 1937 nær Vråvej 2
- Den gamle skole set fra øst